# HD 189567
HD 189567 — звезда, которая находится в созвездии Павлин на расстоянии около 57,7 светового года от нас. Вокруг звезды обращается, как минимум, одна планета.

## Характеристики
HD 189567 представляет собой жёлтый карлик спектрального класса G, 6,08 видимой звёздной величины; впервые в астрономической литературе упоминается в каталоге Генри Дрейпера, изданном в начале XX века. Возраст звезды оценивается приблизительно в 7,99 миллиарда лет. По своим свойствам эта звезда — аналог Солнца.

## Планетная система
В 2011 году калифорнийской группой астрономов, работающих со спектрографом HARPS, было объявлено об открытии планеты HD 189567 b в системе. Это газовый гигант, имеющий массу, сравнимую с массой Нептуна. Он обращается на расстоянии 0,11 а. е. от родительской звезды, совершая полный оборот за 14 с лишним суток. Открытие планеты было совершено методом доплеровской спектроскопии. Общее время наблюдений составило 2818 суток.